# Вянта (місто)
Вя́нта (лит. Venta) — місто в  Акмянському районі Шяуляйського повіту Литви, є адміністративним центром Вянтського староства. Населення 2 867 осіб (2010 рік).

## Географія
Розташоване на правому березі річки Вента в 12 км від міста Векшняй і в 9 км від Папіле (лит. Papilės) в Вентському регіональному парку. Через місто проходить шосе Куршенай — Мажейкяй. Залізнична станція на лінії Мажейкяй — Шяуляй.

## Історія
Утворене в 1966 році після об'єднання двох населених пунктів Bauskas та Purviai. У 1972 році була відкрита гімназія. У 1978 році Вянта стала селищем міського типу. До 1991 року в складі Литовської РСР, СРСР. З 1991 року в складі Литви. У 1995 році отримав статус міста. З 1995 року центр однойменного староства.
У 2009 році збудований костел Непорочного Зачаття (Švč. Mergelės Marijos Nekaltojo Prasidėjimo bažnyčia).

## Населення
| Динаміка населення з 1959 по 2018 |          |          |      |      |          |          |
| 1959пер.                          | 1970пер. | 1979пер. | 1981 | 1985 | 1989пер. | 2001пер. |
| 1711                              | 2537     | 3240     | 3400 | 3400 | 3827     | 3412     |
| 2011пер.                          | 2015     | 2017     | 2018 | -    | -        | -        |
| 2392                              | 2334     | 2311     | 2215 | -    | -        | -        |
| Гістограма динаміки населення     |          |          |      |      |          |          |

## Економіка
Околиці міста багаті на вапняк. На його базі були створені підприємства з виробництва вапна, силікатної цегли, шифера.

## Пам'ятки архітектури

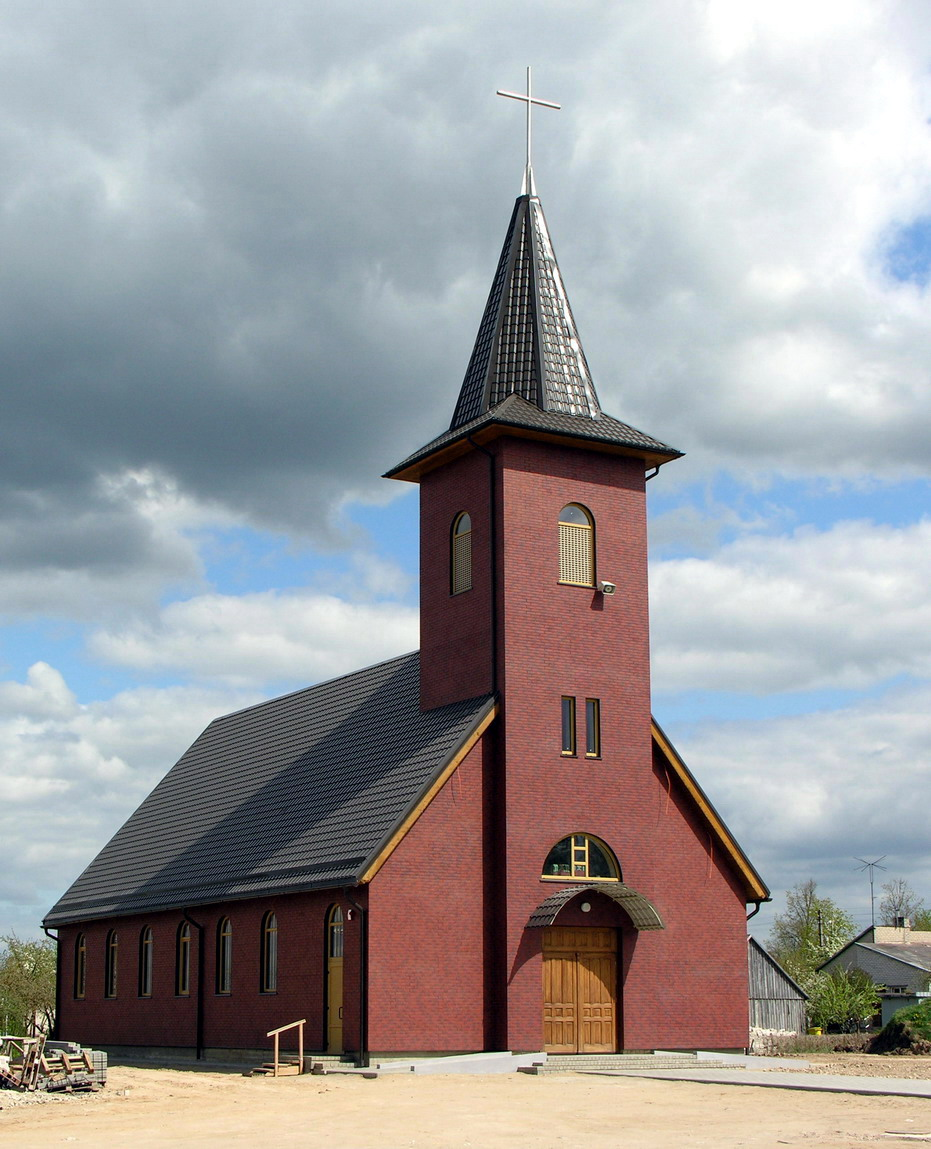
Костел Непорочного зачаття

- Костел Непорочного зачаття (збудований у 2009 році).

При музичній школі створений ансамбль народної музики «Ventukai», який у 2004 році переміг на вселитовському фестивалі пісні.

## Відомі мешканці
Юозас Мільтініс (1907—1994) — радянський актор, театральний режисер, заслужений артист Литовської РСР (1948), народний артист Литовської РСР (1965), народний артист СРСР (1973), кавалер ордену Леніна.

## Герб міста
Герб затверджений 9 серпня 1999 року. Автор малюнку — Раймондас Мікневичюс. Перевернутий шеврон нагадує літеру «V» — першу в назві міста.

## Етимологія назви
Назва міста походить від назви річки Вента, що протікає через місто.